# Velika nagrada Škotske 1951
Velika nagrada Škotske 1951 je bila deveta neprvenstvena dirka Formule 1 v sezoni 1951. Odvijala se je 21. junija 1951 na dirkališču Winfield Airfield v Berwickshiru in ni bila nikoli več ponovljena. Zmagal je Philip Fotheringham-Parker z dirkalnikom Maserati 4CLT/48 s povprečno hitrostjo 122 km/h, drugo mesto je osvojil Gillie Tyrer z dirkalnikom BMW 328, tretje pa Ian Stewart z dirkalnikom Jaguar XK120.

## Rezultati
| Poz | Dirkač                     | Šasija           | Krogi | Čas/Odstop        |
| --- | -------------------------- | ---------------- | ----- | ----------------- |
| 1   | Philip Fotheringham-Parker | Maserati 4CLT/48 | 50    | 1:19:27.0         |
| 2   | Gillie Tyrer               | BMW 328          | 50    | 1:19:34.4         |
| 3   | Ian Stewart                | Jaguar XK120     | 48    | + 2 kroga         |
| 4   | Rob Dickson                | Healey           | 48    | + 2 kroga         |
| NC  | John Waugh                 | Jaguar XK120     | 44    |                   |
| Ods | David Murray               | Maserati 4CLT/48 | 40    | Črpalka za gorivo |
| Ods | Bill Skelly                | Lea Francis      |       |                   |
| Ods | Joe Kelly                  | Alta GP          | 14    | Menjalnik         |
| Ods | Archie Butterworth         | AJB              | 13    | Motor             |
| Ods | Reg Parnell                | Maserati 4CLT/48 | 0     | Pog. gred         |